# 半沢克夫
半沢 克夫（はんざわ かつお、1945年2月14日-）は、日本の写真家である。

## 略歴
福島県で生まれる。1963年に上京。様々な仕事を経て写真に出会い、現像所からスタジオ『アートセンター』へ。1968年から柏原誠に師事。
1971年から1972年にかけてインドに渡り撮影。帰国後の1974年からフリーランスとして活動。インドで撮影した写真が『ニューミュージック・マガジン』で特集されたことをきっかけに、ミュージシャンを撮影するようになり、『ニューミュージック・マガジン』、『Player』、『音楽専科』等の音楽誌で活動。サザンオールスターズ、ローリング・ストーンズ、オノ・ヨーコ、イエロー・マジック・オーケストラ、INU等、多数のアーティストを撮影した。
また、『ニューミュージック・マガジン』に掲載されたトム・ウェイツの写真が、アートディレクター原耕一の目にとまったことがきっかけで、広告写真の分野でも活動するようになる。

## 写真集
- 人間、大友康平（1988年、小学館） - 大友康平の写真集
- HUMAN SPICE（1989年、講談社）
- HIGASHIYAMA-STYLE（1990年、扶桑社） - 東山紀之の写真集
- INDIA-HANZAWA（1991年、講談社）
- PASS AWAY（1994年、ビクターブックス） - 永瀬正敏の写真集
- 2094（1995年、集英社） - 藤井フミヤの写真集
- Happy?（2000年、新潮社）
- half moon（2001年、ロッキングオン）
- son of the sun（2003年、ロッキングオン）
- Look（2011年、ワニブックス）
- BAZOOKA スケボー魂（2011年、講談社）
- 高野山（2011年、講談社）[2][4]

## 受賞歴
- 1980年 - ADC最高賞「Suntory Spirits」
- 1981年 - ADC賞「アルファレコード Y.M.O」
- 1981年 - TCC特別賞「アルファレコード Y.M.O」
- 1982年 - TCC賞「アルファレコード Y.M.O」
- 1982年 - TCC賞「アルファレコード 鮎川誠」
- 1982年 - ADC賞「国鉄」
- 1985年 - ACCフィルムCM部門秀作賞「カルピス食品工業」
- 1897年 - カンヌ国際広告賞 金賞「佐藤製薬」
- 1987年 - NY ADC銀賞「オンワード梶山」
- 1988年 - カンヌ国際広告賞 金賞「NTT」
- 1989年 - ACC優秀賞「SONY」
- 1989年 - TCC部門賞「東京ガス」
- 1990年 - TCC部門賞「としまえん」
- 1991年 - TCC部門賞「としまえん」
- 1991年 - NY ADC銀賞「HIROKO KOSHINO」
- 1992年 - TCC部門賞「岩田屋」
- 1992年 - ACC優秀賞「KDD」
- 2001年 - NY ADC銀賞「CUT MAGAGINE」[4]